# Emmanuel Kattan
Pour les articles homonymes, voir Kattan.
Emmanuel Kattan est un philosophe et romancier canadien né en 1968 à Montréal (Québec). Il est actuellement directeur du Alliance Program à l'Université Columbia et ancien directeur du British Council à New York.

## Biographie
Emmanuel Kattan a étudié la philosophie à l’Université de Montréal et à Oxford, en tant que boursier Rhodes. Sa thèse de doctorat, obtenue à l’École des hautes études en sciences sociales à Paris, porte sur le devoir de mémoire. Elle a été publiée aux Presses universitaires de France sous le titre Penser le devoir de mémoire en 2002,.
Emmanuel Kattan a vécu près de quinze ans au Royaume-Uni, où il a d’abord dirigé plusieurs programmes d’échanges à la Délégation générale du Québec à Londres. L’une de ces initiatives a permis à un grand nombre d’intellectuels québécois – dont Pierre Nepveu, Ying Chen, Alain Gagnon, Jocelyn Létourneau, Jocelyn Maclure, Christian Rioux, Lise Bissonnette, Michel Seymour, Guy Laforest et Antoine Robitaille, entre autres – de faire connaître leurs idées et d’engager un dialogue avec leurs homologues du Royaume-Uni et des pays nordiques.
Il a également été conseiller auprès du secrétaire général du Commonwealth à Londres. En plus de rédiger des discours sur divers enjeux – le développement économique en Afrique, la lutte contre le SIDA, les droits de la femme et le commerce international –, il a organisé et participé à plusieurs rencontres ministérielles et missions électorales en Afrique de l’Ouest, en Nouvelle-Zélande et en Europe.
En 2008, il publie son premier roman, Nous seuls, aux Éditions du Boréal. Trois ans plus tard paraît une traduction anglaise chez Thomas Allen sous le titre Love Alone. Emmanuel Kattan publie ensuite Les Lignes de désir (Boréal, 2012) et Le Portrait de la reine (2013).
En tant que directeur du British Council à New York, il met sur pied en 2010 un projet appelé « Our Shared Future », qui vise à améliorer la perception des relations interculturelles des deux côtés de l’Atlantique. Il poursuit là un travail entamé aux Nations unies auprès de l’Alliance des Civilisations, une initiative ayant pour but de promouvoir la coopération entre diverses cultures, en particulier entre le monde musulman et l’Occident.
Il est le fils de l'écrivain québécois d'origine irakienne Naïm Kattan.

## Publications
- 2002 : Penser le devoir de mémoire, Paris, Presses universitaires de France.
- 2008 : Nous seuls, roman, Boréal.
- 2012 : Les Lignes de désir, roman, Boréal.
- 2013 : Le Portrait de la reine, roman, Boréal.
- 2019 : L'attrapeur d'âmes, roman, Leméac.